# Calligonum stenopterum
Calligonum stenopterum är en slideväxtart som beskrevs av Bge. och Pierre Edmond Boissier. Calligonum stenopterum ingår i släktet Calligonum och familjen slideväxter. Inga underarter finns listade i Catalogue of Life.